# Burgtor (Graz)
 (septembre 2024).
Pour les articles homonymes, voir Burgtor.

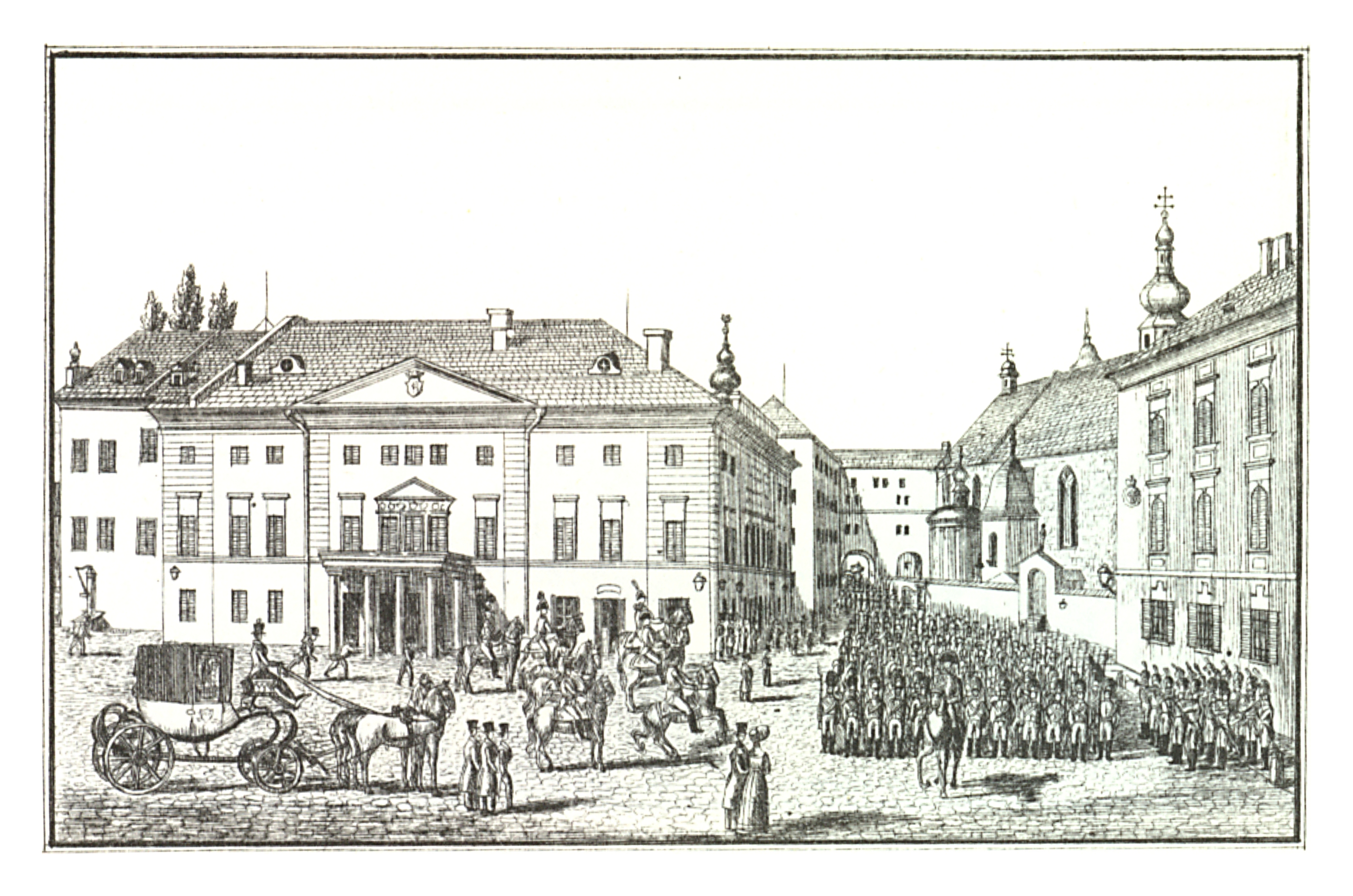
Porte du château vers 1830, lithographie. Institution J.F. Kaiser, Graz – vue de la Franzensplatz

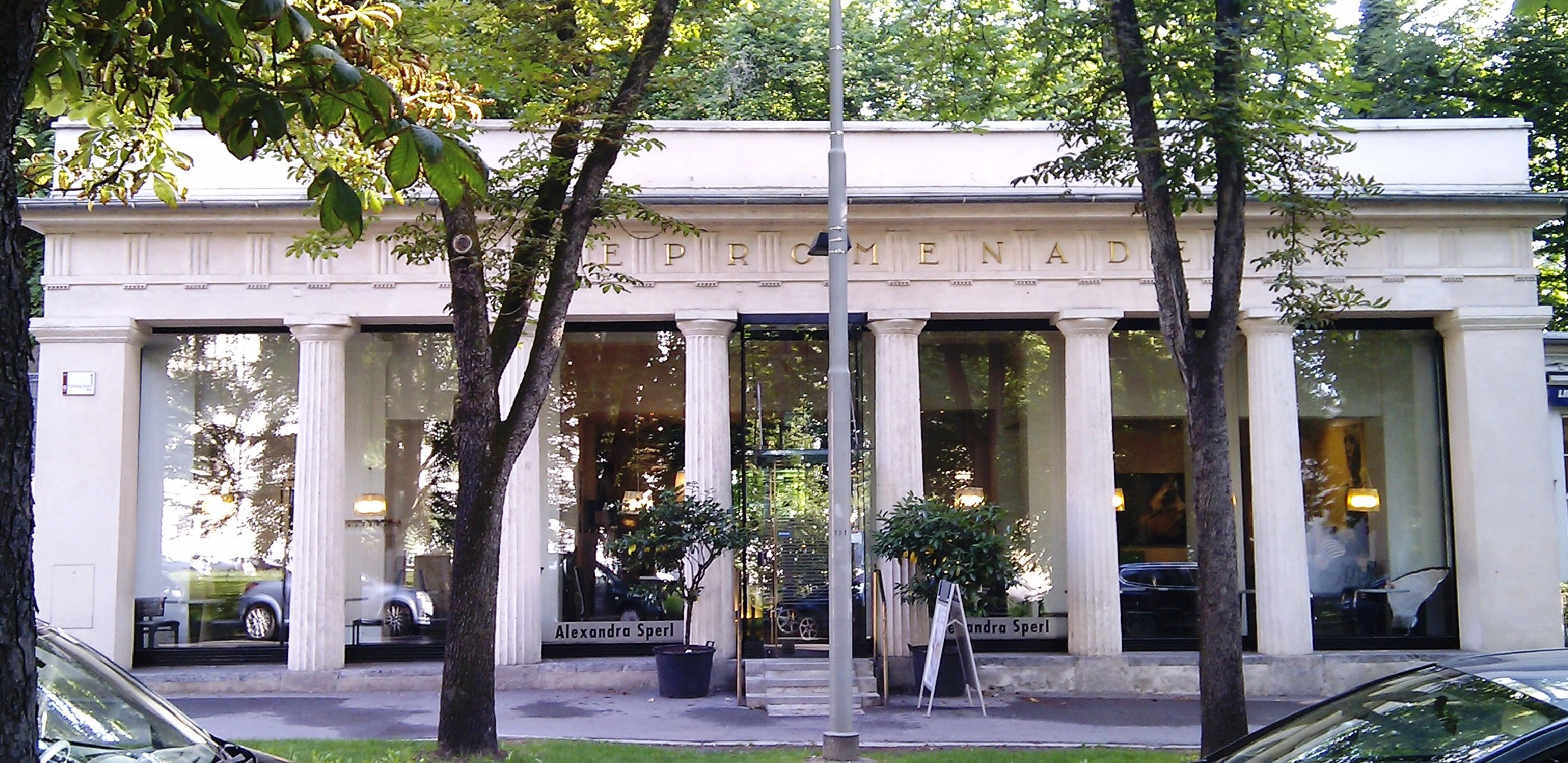
Ancienne maison de garde et aujourd'hui Café Promenade (Erzherzog-Johann-Allee 1)

La Burgtor (Porte du château) est une porte de ville située dans le centre historique de Graz en Autriche. Avec la Paulustor extérieure, le bâtiment est la seule porte de rempart restante de la ville de Graz.

## Histoire et conception
Selon les sources, la date de construction de la porte de la ville est datée de 1336 ou 1346. Lors de l'ajout du château de Graz en 1440, la porte reçut son nom actuel. La porte du château a porté plusieurs noms au cours de son histoire : « Pfarrtor » ou « St. Gilgen Tor ». Elle est considérée comme « la porte de la ville la plus solide ».
Une centaine d'années plus tard, à l'époque de la Renaissance, la porte du château était simplement appelée « Porte de l'Horloge » en raison de sa structure avec une horloge et une cloche. L'aspect actuel de la porte du château date d'environ 1440 et 1640. La façade simple tournée vers la ville est de style gothique, tandis que la façade donnant sur le parc de la ville est de style Renaissance. L'ouverture du portail est constituée de portes gothiques en arc brisé en pierre et d'un passage voûté en berceau,.
La porte du château a été fermée entre 1479 et 1784 en raison de diverses menaces ; les tentatives des citoyens pour la faire ouvrir au moins temporairement ont échoué. Ce n’est que l’empereur Joseph II qui a déclaré Graz « ville ouverte ». Cela signifiait que les gens pouvaient à nouveau franchir la porte de la ville après plus de 300 ans. L'ancien poste de garde et l'actuel Café Promenade se dressent toujours devant la porte du château, dans le parc de la ville de Graz. Le bâtiment bas avec les colonnes doriques caractéristiques existe depuis 1837.